# St. Albanus und Leonhardus (Manheim)

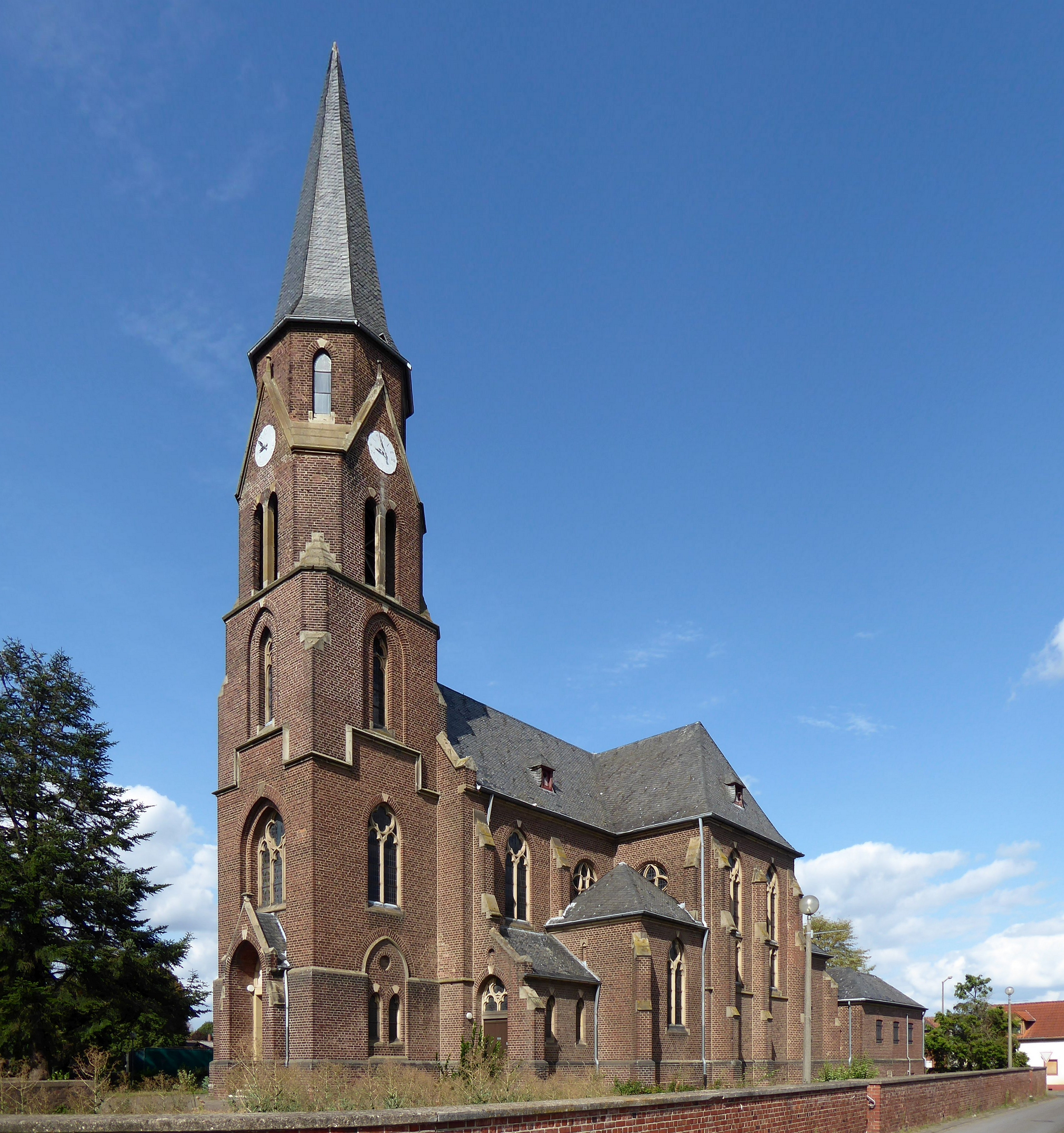
St. Albanus und Leonhardus in Manheim (2019)

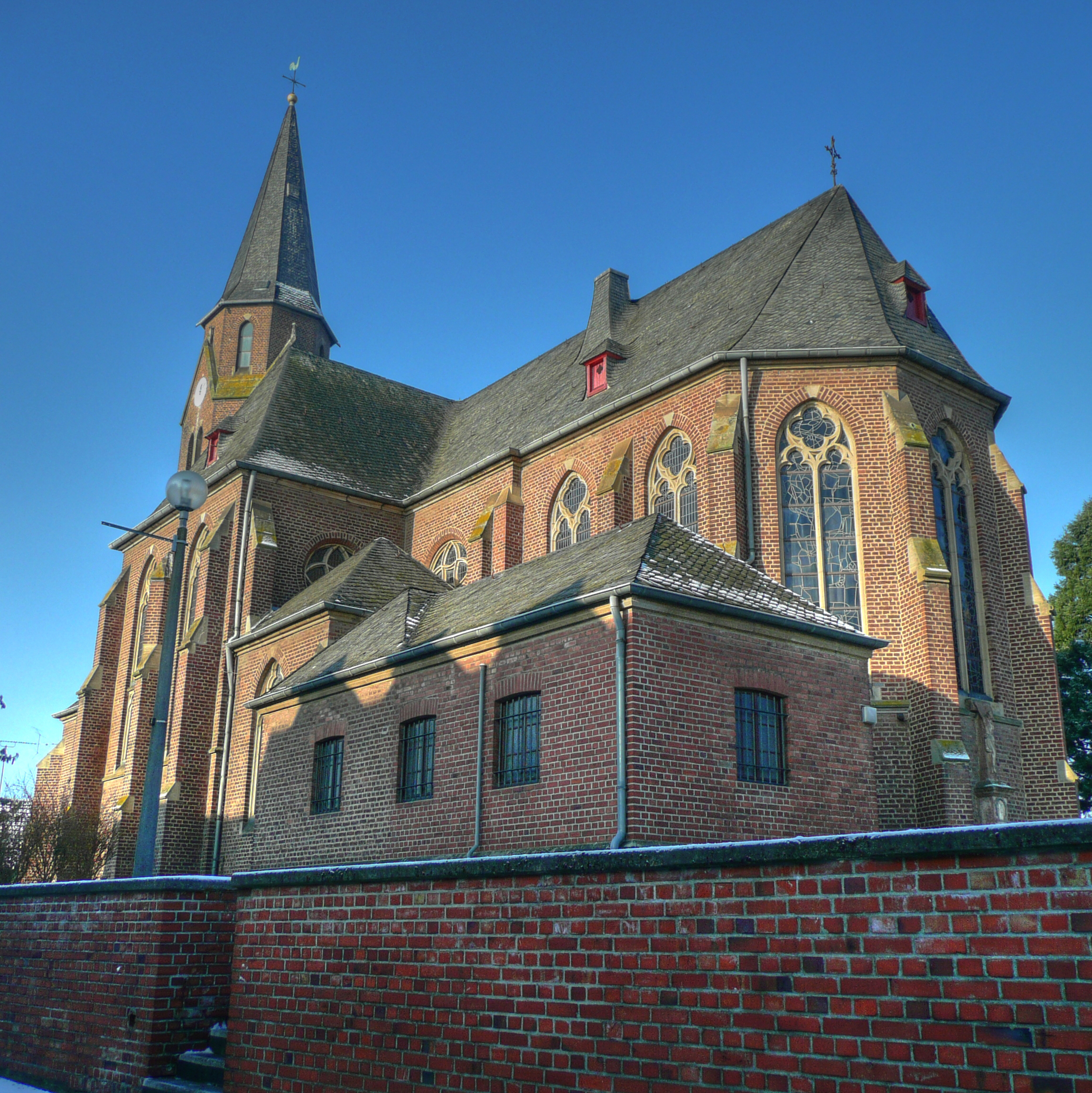
St. Albanus und Leonhardus in Manheim (2009)

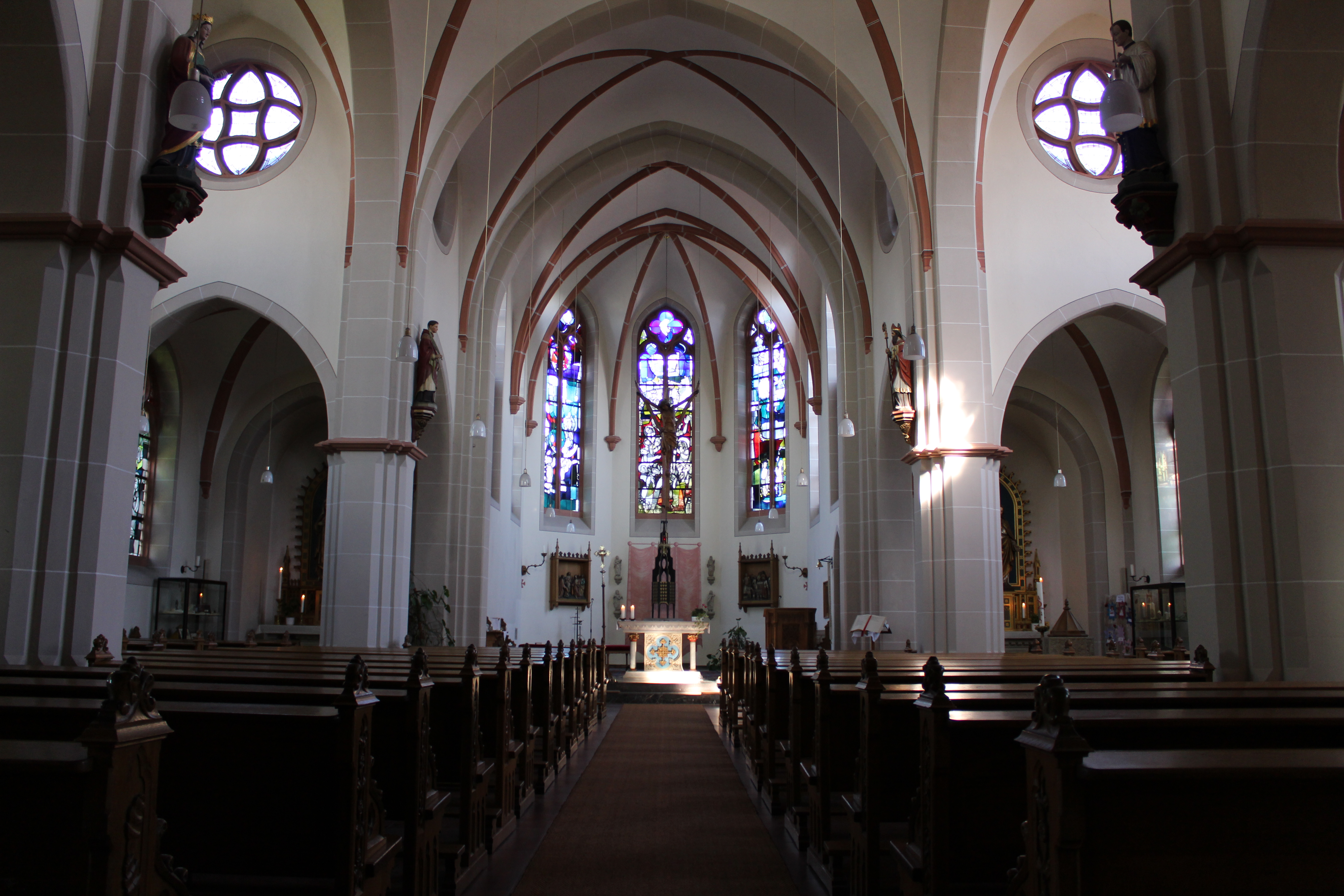
Innenraum (2016)

St. Albanus und Leonhardus ist eine ehemalige römisch-katholische Pfarrkirche im Kerpener Stadtteil Manheim im Rhein-Erft-Kreis in Nordrhein-Westfalen. Sie wurde zwischen 1898 und 1900 nach Plänen von Franz Statz erbaut. Die Kirche wurde am 18. Mai 2019 profaniert.
Das Kirchenbauwerk ist unter Nr. 57 in die Denkmalliste der Kolpingstadt Kerpen eingetragen (siehe Liste der Baudenkmäler in Manheim) und war dem hl. Alban von Mainz und dem hl. Leonhard von Limoges geweiht.

## Lage
Das Kirchengebäude befindet sich im südlichen Ortskern von Manheim und damit im Abbaugebiet des Tagebaus Hambach, welches bis 2022 endgültig abgebaggert werden sollte. Das Gotteshaus steht auf leicht erhöhter Position und wird von einer Grünanlage umgeben, welche von einer Backsteinmauer eingefasst wird. Das Gebäude wird von drei Seiten von Straßen umfahren. An der Westseite verläuft die Buirer Straße, an der Südseite die Sankt-Albanus-Straße und an der Ostseite die Blatzheimer Straße (Kreisstraße 4). In der zweiten Jahreshälfte des Jahres 2019 bis Anfang 2020 wurden nahezu alle benachbarten Gebäude abgerissen, sodass St. Albanus und Leonhardus danach ganz frei stand.

## Geschichte
Eine Kirche in Manheim wurde erstmals im Jahr 1356 erwähnt. Deren Ursprünge reichten bis in die Karolingerzeit zurück. Manheim besaß zunächst jedoch keine Pfarrrechte und war seit jeher eine Filialgemeinde der Pfarre Blatzheim. Erst im Jahr 1751 wurde Manheim endgültig von Blatzheim abgetrennt und zur eigenständigen Pfarrei im Dekanat Bergheim, Erzbistum Köln, erhoben. Während der Franzosenzeit und der damit verbundenen Umstrukturierung der kirchlichen Strukturen kam Manheim wie der gesamte linksrheinische Teil des Erzbistums an das neu gegründete Bistum Aachen. Nach dessen Auflösung 1825 kam Manheim wieder an das Erzbistum Köln zurück.
Zum 1. Januar 2013 wurde die Pfarrei St. Albanus und Leonhardus, Manheim, aufgelöst und der Pfarre St. Martinus in Kerpen zugeschlagen, da der Umsiedlungsort Manheim-neu auf dem Pfarrgebiet von Kerpen liegt. Seitdem war die Kirche keine Pfarrkirche mehr, sondern eine Filialkirche.
Während einer letzten heiligen Messe am 18. Mai 2019 wurde die Kirche offiziell entwidmet.

## Baugeschichte

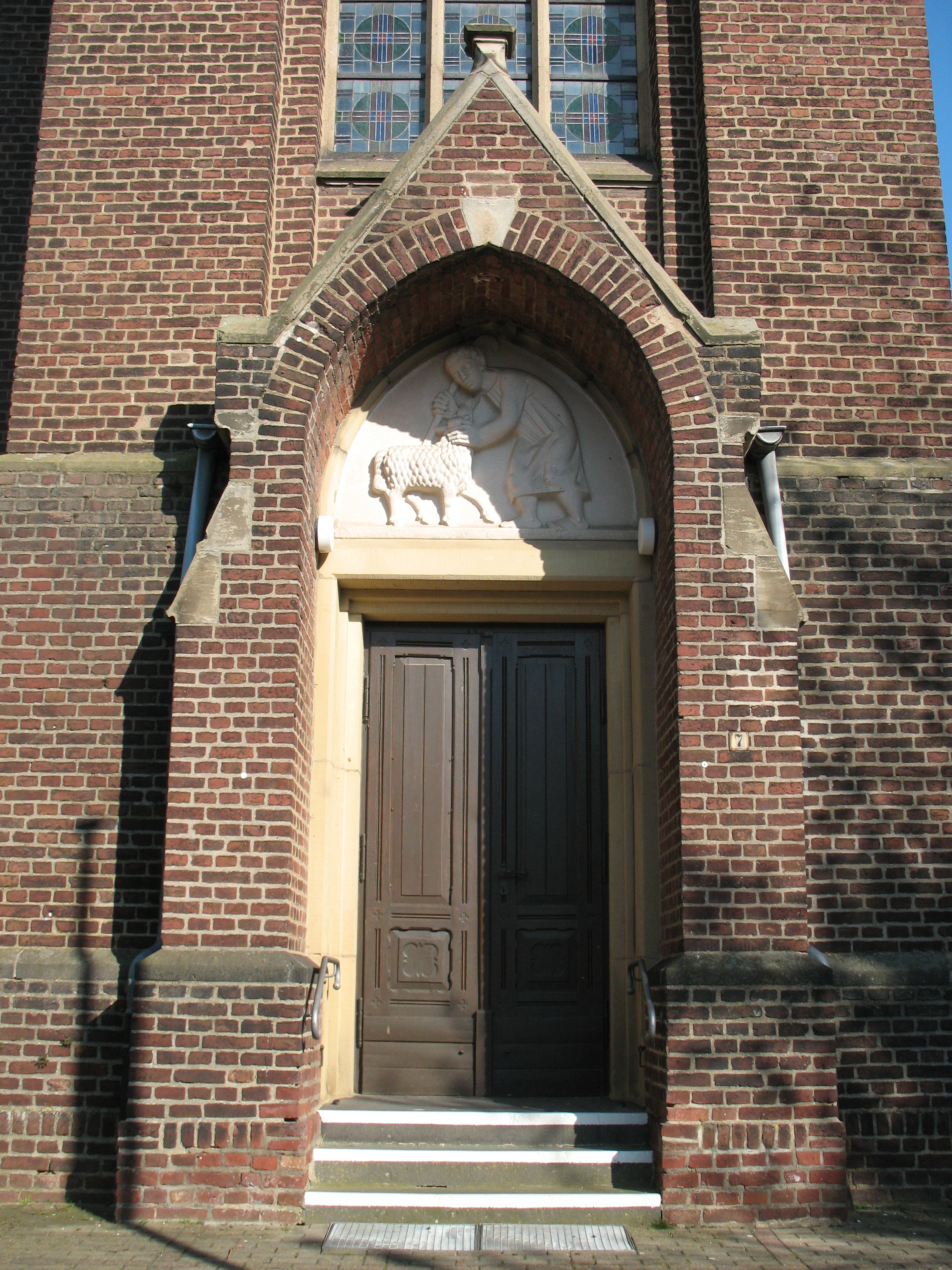
Hauptportal der Kirche

Die im Jahr 1356 erwähnte Kirche, die vermutlich im Baustil der Romanik errichtet worden war, wurde im 15. Jahrhundert mit einem neuen Chor im Baustil der Gotik versehen. Im 16. Jahrhundert ersetzte man das alte Kirchenschiff durch ein neues zweischiffiges Langhaus. Wenige Jahre später wurde das Kirchenschiff mit dem Bau eines nördlichen Seitenschiffes zu einer dreischiffigen Anlage ausgebaut. Außerdem wurden in allen Schiffen Gewölbe eingezogen. Der Bau eines Glockenturms erfolgte 1656. Somit war eine spätgotische, dreischiffige Hallenkirche mit eingezogenem Westturm und einem Chor im Osten entstanden. 1751 erfolgte die Erhebung zur Pfarrkirche.
Ende des 19. Jahrhunderts wurde die alte Manheimer Kirche baufällig und abgerissen.
In den Jahren 1898 bis 1900 wurde die neue Kirche nach den Plänen des Kölner Architekten Franz Statz im Stil der Neugotik auf dem Platz der alten Kirche durch den Bauunternehmer Jacob Schreiber aus Buir erbaut.

## Baubeschreibung
St. Albanus und Leonhardus ist ein dreischiffiger Bau im Baustil der Neugotik aus Backsteinen mit einem vorgebauten und viergeschossigen Glockenturm im Westen, einem Pseudoquerschiff und einem zweijochigen und dreiseitig geschlossenen Chor im Osten. Der Innenraum wird von Kreuzgratgewölben überspannt, der Chor besitzt Kreuzrippengewölbe.

## Ausstattung
In der Kirche hatten sich einige Ausstattungsstücke aus der Erbauungszeit erhalten, die nach der Profanierung 2019 alle ausgebaut wurden. Dazu zählten der Herz-Mariä-Altar (linker Seitenaltar) und der Herz-Jesu-Altar (rechter Seitenaltar). Beide Altäre besaßen eine steinerne Mensa und hölzerne Altaraufsätze. Aus gleicher Zeit hatten sich der hölzerne, neugotische Beichtstuhl, die Kirchenbänke, die Kreuzwegstationen und die bunt bemalten Heiligenfiguren erhalten. Im Chorraum befanden sich eine moderne Tabernakelsäule und ein steinerner Volksaltar, der dem Baustil der Kirche angepasst war. Von diesen Ausstattungsstücken wurden die Heiligenfiguren, der Volksaltar, ein Teil der Kirchenbänke sowie der Taufstein in die neue Kapelle am Umsiedlungsstandort eingebaut bzw. aufgestellt.
Die 2020 ausgebauten Fenster im Chor stellen die Sendung des Heiligen Geistes, die Himmelfahrt Christi und die Vertreibung von Adam und Eva aus dem Paradies dar. Diese drei Buntglasfenster sind Werke von Hermann Gottfried aus dem Jahr 1966. Hermann Gottfried entwarf ebenfalls vier Fenster in den Seitenschiffen. Die drei Chorfenster wurden im Innenraum der neuen Kapelle in Manheim-neu angebracht.

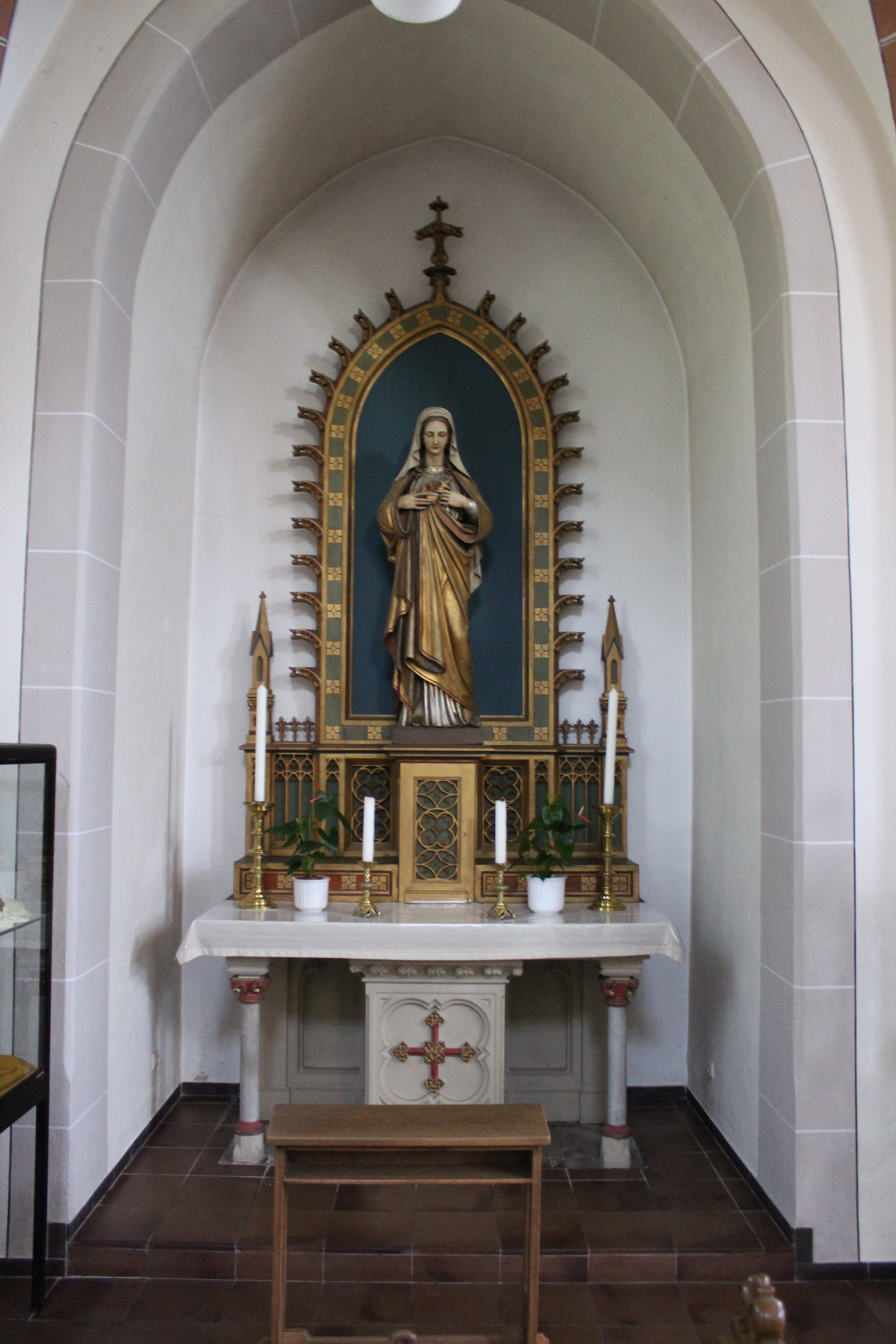
Herz-Mariä-Altar im linken Seitenchor
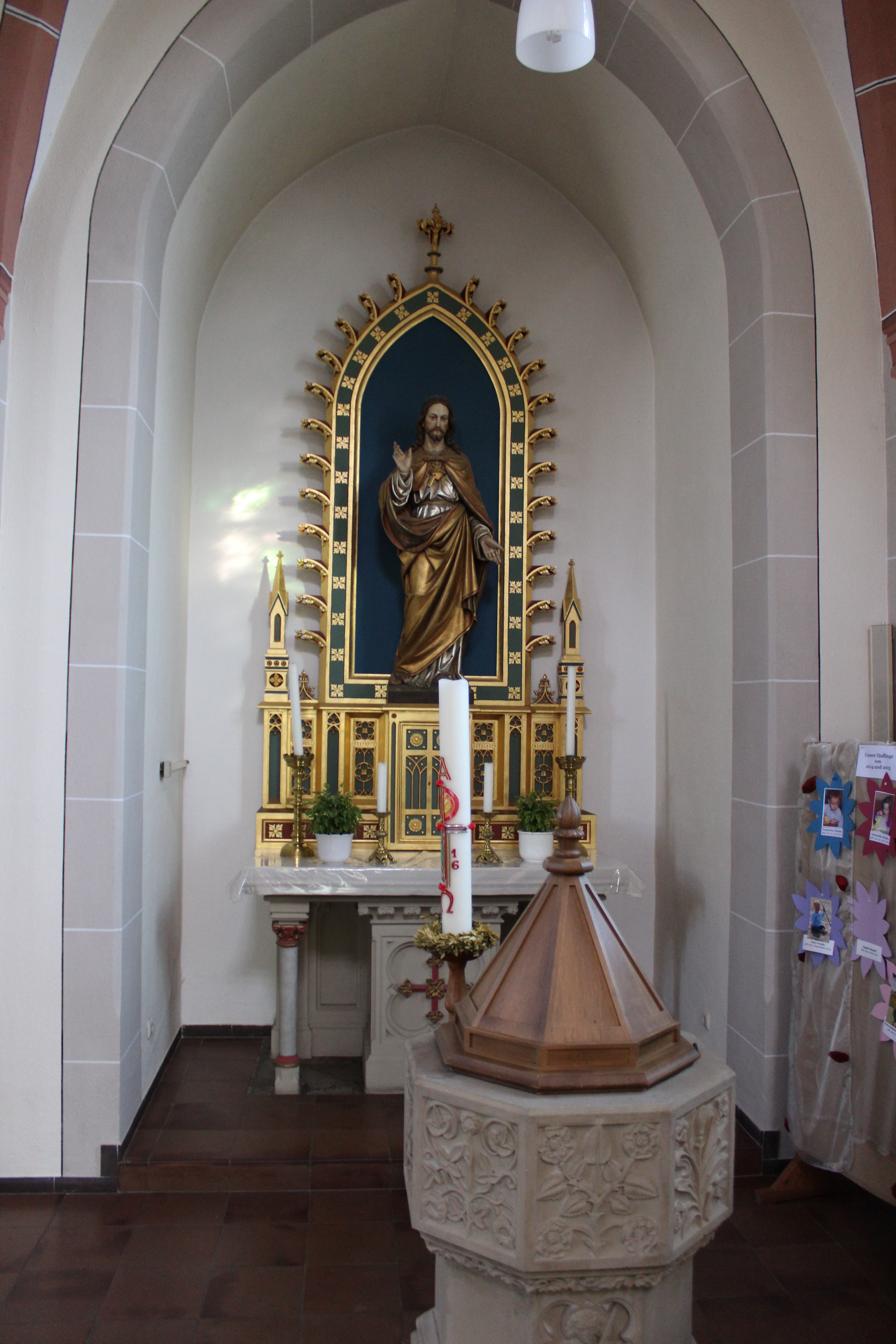
Herz-Jesu-Altar im rechten Seitenchor
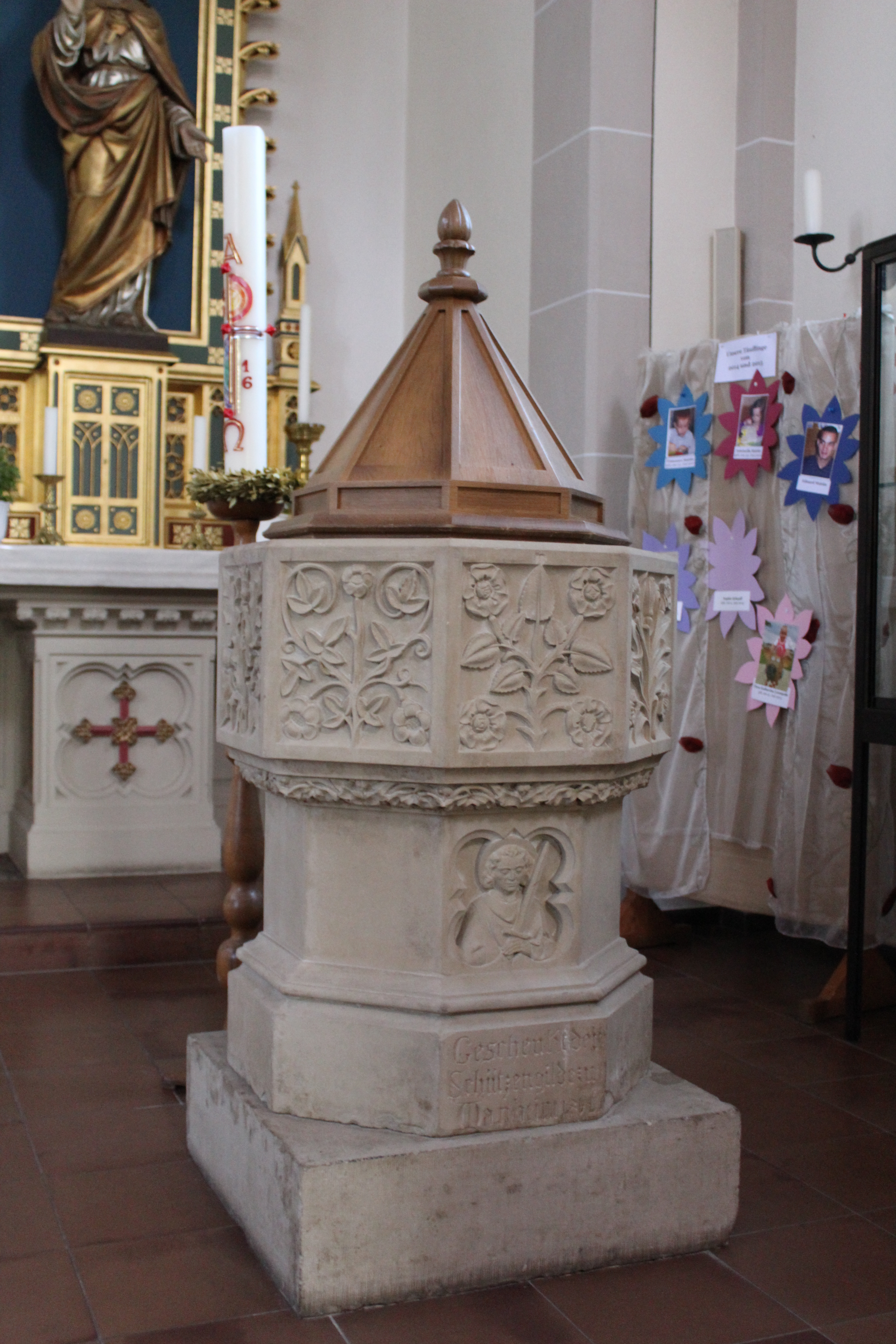
Taufstein im rechten Seitenchor
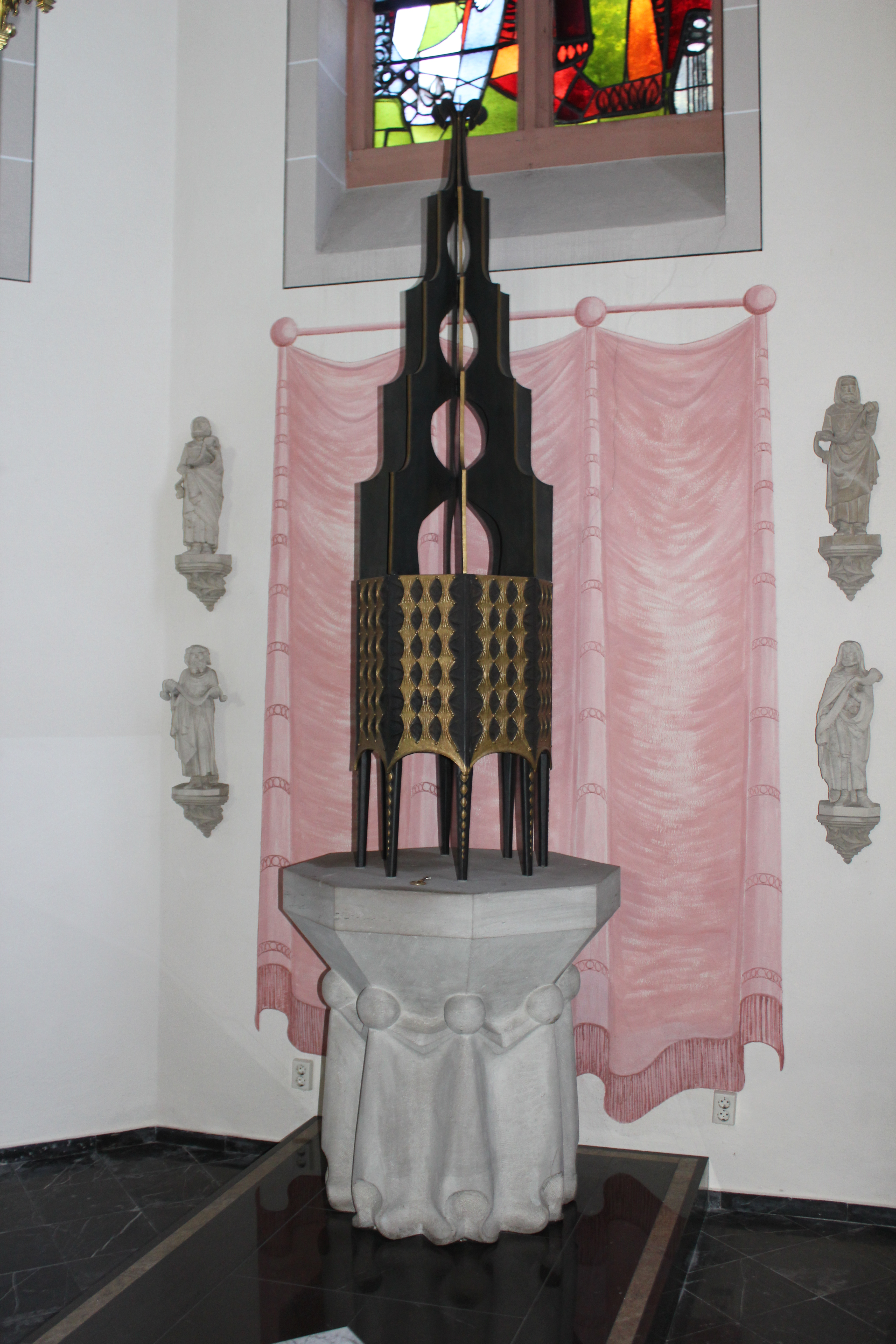
Tabernakelsäule im Chor

## Orgel
Die Orgel ist ein Werk der Firma Romanus Seifert & Sohn, Kevelaer, und besitzt 20 Register, die auf zwei Manuale und Pedal verteilt sind. Sie wurde 2019 ausgebaut und an eine Pfarrgemeinde nach Frankreich verkauft.
| I Hauptwerk C–g3 |        |
| Principal        | 8′     |
| Lieblich Gedackt | 8′     |
| Metallflöte      | 4′     |
| Nasard           | 2 ⁄3′  |
| Oktave           | 2′     |
| Terzflöte        | 1 3⁄5′ |
| Mixtur           | IV     |
| Schalmei         | 8′     |

| II Nebenwerk C–g3 |       |
| Offenflöte        | 8′    |
| Salicional        | 8′    |
| Principal         | 4′    |
| Nachthorn         | 2′    |
| Quinte            | 1 ⁄3′ |
| Krummhorn         | 8′    |
| Tremolo           |       |

| Pedal C–f1   |     |
| Subbass      | 16′ |
| Oktavbass    | 8′  |
| Gedacktbass  | 8′  |
| Choralbass   | 4′  |
| Quintade     | 2′  |
| Schalmeibass | 16′ |

- Koppeln: II/I, II/I Sub, I/P, II/P
- Spielhilfen: Auslöser, Handregistratur, Freie Kombination, Tutti, Absteller

## Glocken

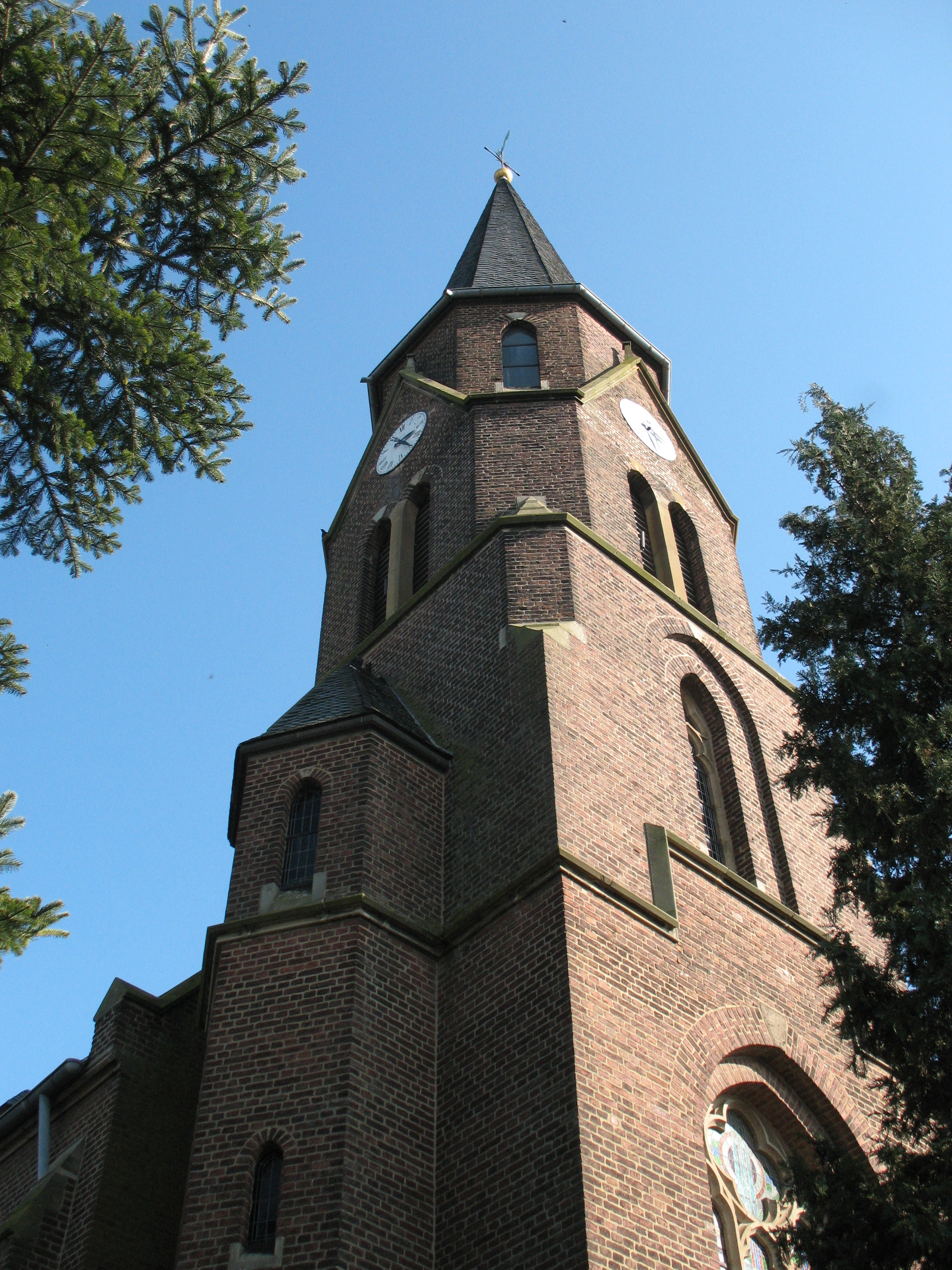
Glockenturm

Im Glockenturm befanden sich drei Bronze-Glocken. Der Glockengießer Karl Otto von der Glockengießerei F. Otto aus Hemelingen schuf 1899 drei Glocken für Manheim. Alle drei Glocken wurden im Ersten Weltkrieg glücklicherweise nicht für Kriegszwecke eingeschmolzen und konnten im Turm verbleiben. Auch im Zweiten Weltkrieg wurden sie nicht eingeschmolzen, jedoch zersprang die kleinste Glocke 1945 durch einen Brand. Bereits 1946 wurde Hans Hüesker, Inhaber der Glockengießerei Petit & Gebr. Edelbrock aus Gescher mit dem Neuguss dieser Glocke betraut. Alle drei Glocken wurden Mitte 2019 aus dem Turm entnommen und im Februar 2021 im Turm der neuen Albanus-und-Leonhardus-Kapelle in Manheim-neu aufgehängt und läuten dort wieder.
| Nr. | Name                  | Durchmesser (mm) | Masse (kg, ca.) | Schlagton (HT-1/16) | Gießer                                             | Gussjahr |
| 1   | Albanus u. Leonhardus | 1.195            | 1.050           | f′ +5               | Karl Otto, Fa. F. Otto, Hemelingen                 | 1899     |
| 2   | –                     | 1.070            | 900             | g′ −2               | Karl Otto, Fa. F. Otto, Hemelingen                 | 1899     |
| 3   | -                     | 895              | 450             | a′ −2               | Hans Hüesker, Fa. Petit & Gebr. Edelbrock, Gescher | 1946     |

Motiv: Pater noster

## Zukunft und Ersatzbau

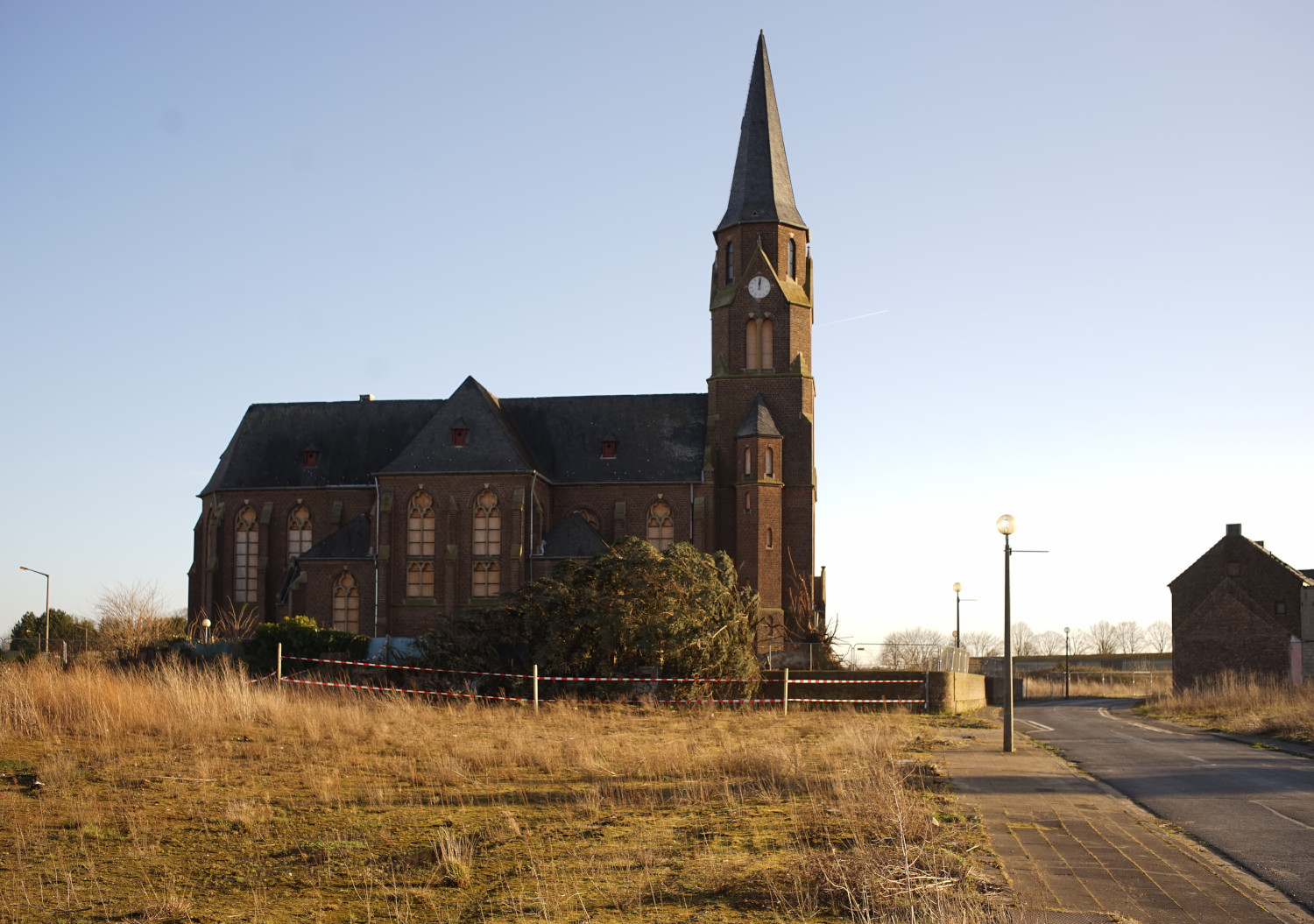
Die Kirche im Februar 2022

Ursprünglich war ein Abriss der Kirche bis spätestens 2022 geplant, da der Braunkohlentagebau Hambach das Dorf bis dahin erreichen sollte. Aufgrund des Erhalts der Reste des Bürgewaldes verzögert sich die Abbaggerung Manheims. Nach einem Gutachten kann die Kirche grundsätzlich erhalten werden, da der Untergrund der Kirche nicht zwingend benötigt wird. Für den Erhalt setzt sich auch der Kerpener Stadtrat ein. Insgesamt ist die Zukunft dennoch ungewiss, da bislang weder eine neue Nutzung feststeht, noch ein neuer Träger.

Stand 2024 scheint eine Zukunft möglich, unter dem Schlagwort NEULAND HAMBACH ist eine entsprechende GmbH mit der Verwertung der Überreste des Ortes beschäftigt.
Im Umsiedlungsort Manheim-neu entstand als Ersatz eine Kapelle mit 40 Sitzplätzen und angeschlossenem Gemeindezentrum.
Die Kapelle in Manheim-neu wurde zwischen 2019 und 2021 nach einem Entwurf der Kölner Architekten Dirk Waldmann und Berthold Jungblut in zweijähriger Bauzeit errichtet. Neben der Aufhängung der drei Glocken und Übernahme einiger alter Einrichtungsgegenstände, wurden in die Außenmauer der Kapelle die alten Grabkreuze eingemauert, die einst um die Kirche standen. Die neue Kapelle wurde am 12. September 2021 durch den Kölner Erzbischof Rainer Maria Woelki geweiht.